# Cantonul Alto-di-Casaconi
Cantonul Alto-di-Casaconi este un canton din arondismentul Corte, departamentul Haute-Corse, regiunea Corsica, Franța.

## Comune
| Comune                | Populație (1999) | Cod poștal | Cod INSEE |
| --------------------- | ---------------- | ---------- | --------- |
| Bigorno               | 77               | 20252      | 2B036     |
| Campile               | 188              | 20290      | 2B054     |
| Campitello            | 105              | 20252      | 2B055     |
| Canavaggia            | 110              | 20235      | 2B059     |
| Crocicchia            | 45               | 20290      | 2B102     |
| Lento                 | 116              | 20252      | 2B140     |
| Monte                 | 567              | 20214      | 2B166     |
| Olmo                  | 200              | 20290      | 2B192     |
| Ortiporio             | 126              | 20290      | 2B195     |
| Penta-Acquatella      | 42               | 20290      | 2B206     |
| Prunelli-di-Casacconi | 162              | 20290      | 2B250     |
| Scolca                | 99               | 20290      | 2B274     |
| Volpajola             | 433              | 20290      | 2B355     |